# Polnische Badmintonmeisterschaft 1998
Die Polnische Badmintonmeisterschaft 1998 fand vom 6. bis zum 8. Februar 1998 in Krakau statt. Es war die 34. Austragung der Titelkämpfe.

## Medaillengewinner
| Disziplin    | Gold                                                                      | Silber                                                                | Bronze |
| ------------ | ------------------------------------------------------------------------- | --------------------------------------------------------------------- | --- |
| Herreneinzel | Jacek Niedźwiedzki (SKB Suwałki)                                          | Dariusz Zięba (Polonez Warszawa)                                      | Paweł Kościelniak (Dwójka Blachownia) Marcin Burzyński (Piast-B Słupsk)                                                                                 |
| Dameneinzel  | Katarzyna Krasowska (Technik Głubczyce)                                   | Joanna Szleszyńska (SKB Suwałki)                                      | Kinga Rudolf (Kolejarz Częstochowa) Dorota Grzejdak (Pobrzeże Koszalin)                                                                                 |
| Herrendoppel | Michał Łogosz (Bizon Płock) Damian Pławecki (AZS Kraków)                  | Jerzy Dołhan (Zremb Solec Kujawski) Jacek Hankiewicz (AZS Kraków)     | Robert Mateusiak (Polonez Warszawa) Dariusz Zięba (Polonez Warszawa) Marcin Burzyński (Piast-B Słupsk) Piotr Żołądek (Piast-B Słupsk)                   |
| Damendoppel  | Bożena Haracz (Technik Głubczyce) Katarzyna Krasowska (Technik Głubczyce) | Kinga Rudolf (Kolejarz Częstochowa) Agata Stelmaszczyk (AZS Kraków)   | Małgorzata Jura (SKB Suwałki) Joanna Szleszyńska (SKB Suwałki) Agnieszka Jaskuła (Piast-B Słupsk) Krystyna Polakowska (Warmia Olsztyn)                  |
| Mixed        | Damian Pławecki (AZS Kraków) Dorota Grzejdak (Pobrzeże Koszalin)          | Jerzy Dołhan (Zremb Solec Kujawski) Bożena Haracz (Technik Głubczyce) | Piotr Żołądek (Piast-B Słupsk) Kamila Augustyn (Piast-B Słupsk) Michał Mirowski (Ruch Piotrków Trybunalski) Barbara Kulanty (Ruch Piotrków Trybunalski) |